# گروه خونی بمبئی
Hh یا Oh، که به نام گروه خونی بمبئی یا مومبای نیز شناخته می‌شود، یک گروه خونی نادر است. این فنوتیپ خونی برای اولین بار در شهر بمبئی (مومبای) توسط پزشکی به نام «ی. م. بهنده» در سال ۱۹۵۲ کشف شد.  گروه خونی بمبئی هیچ ربطی با مردم شهر بمبئی ندارد. گروه خونی بمبئی عمدتاً در شبه‌قارۀ هند (هند، بنگلادش و پاکستان) و ایران یافته شده است.
تا مهر ۱۴۰۳ در ایران ۷۰ نفر با این گروه خونی شناسایی شده‌اند.

## مشکلات انتقال خون
اولین مرتبه‌ای که این گروه خونی کشف گردید، مشخص شد که این گروه خونی در واکنش با سایر گروه‌های خونی به گونه‌ای عکس‌العمل نشان می‌دهد که قبل از آن دیده نشده بود. سرم این گروه خونی دارای (آنتی‌بادی)هایی است که به گلبول‌های قرمز سایر گروه‌های خونی شناخته شده ABO واکنش نشان می‌دهد. در واقع به نظر می‌رسید گلبول‌های قرمز در واکنش با این سرم فاقد تمام پادتن‌های شناخته‌شده هستند.
افرادی که دارای این گروه خون نادر هستند فاقد پادتن اچ (مادۀ اچ) در سرم خود هستند. مادۀ اچ در سرم گروه خونی او (O) وجود دارد؛ لذا آنان قادر به تولید پادتن A و B (مادۀ A و مادۀ B) بر سطح گلبول‌های قرمز خود نیستند. به همین دلیل این گروه خونی قادر است به کلیۀ گروه‌های خونی اهداکننده باشد. گرچه قبل از انتقال باید به مسئلۀ ارهاش (رزوس ارهاش) توجه نمود و از همخوان بودن آن مطمئن شد. متأسفانه افراد این گروه نمی‌توانند از هیچ‌یک از گروه‌های خونی حتی O منفی خون دریافت نمایند و فقط از گروه خونی اچ اچ یا بمبئی پذیرش دارند. چنانچه گروه خونی نامتجانس به این افراد تزریق شود، واکنش ایمنی بسیار شدیدی در ایشان پدیدار می‌گردد که ناشی از واکنش به کلیۀ پادگن (آنتی‌ژن)هایی است که تاکنون در خون این افراد وجود نداشته‌است.
شناخت افراد دارای این گروه خونی قبل از تزریق خون بسیار مهم است، چرا که در آزمایش‌های معمول سیستم گروه خونی ABO، این افراد به عنوان گروه خونی O شناسایی می‌شوند. از آنجا که ایمونو گلوبولین ضد H می‌تواند سامانۀ کمپلمان (the complement cascade) را فعال نموده و سبب ترکیدن (لیز) گلبول‌های قرمز شود، واکنش همولیتیک شدیدی حین انتقال خون ایجاد نماید؛ لذا ضروری است که آزمایشگاه برای افرادی که گروه خونی O دارند، قبل از تزریق خون، آزمایش لازم برای مشخص شدن احتمال گروه خونی بمبئی را به عمل آورد.

## بیماری همولیتیک نوزادی
از نظر علمی نوزاد با سایر گروه‌های خونی در رحم مادر دارای گروه خونی بمبئی ممکن است بر اثر ایمونوگلوبولین ضد اچ تولیدشده توسط مادر دچار بیماری همولیتیک نوزادی گردد؛ ولی در عمل تا کنون چنین حالتی گزارش نشده است. شاید علت آن نادر بودن این گروه خونی یا رد نشدن ایمونوگلوبولین ام (IgM) و همین‌طور ایمونوگلوبولین جی (IgG) از جفت باشد.

## شیوع
شیوع این گروه خونی ۴ در میلیون (۰۰۰۴/۰٪) جمعیت انسانی است. البته در شهر بمبئی یک در ده هزار (۰۱/۰٪) نفر است. در اروپا یک در یک میلیون نفر شیوع دارد. از آن‌جا که خون اهداشده را نمی‌توان برای مدتی بیش از ۴۰ روز نگهداری نمود و تعداد دارندگان این گروه خونی ناچیز است، عملاً در مواقع اضطراری نمی‌توان به این افراد خون مورد نیازشان را رسانید.

### در ایران
در مرداد ۱۳۹۲ اعلام شد که در ایران ۴۰ نفر با گروه خونی بمبئی شناسایی شده‌اند که در استان‌های فارس، اصفهان، مازندران، تهران، آذربایجان شرقی، خراسان رضوی و سیستان و بلوچستان زندگی می‌کنند. در ۲۲ مهر ۱۴۰۳ اعلام شد که نخستین مورد از این گروه خونی در استان کرمان نیز ثبت شده و همچنین تعداد موارد ثبت‌شده در سراسر ایران نیز ۷۰ نفر اعلام شد.

## در فرهنگ و ادبیات
موضوع فیلم بسته (the package) محصول ۲۰۱۲ با شرکت استیو آستین و دولف لاندگرن دربارهٔ گروه خونی بمبئی است.
در فیلم سریال ایرانی سال‌های دور از خانه (شاهگوش ۲) نیز به گروه خون بمبئی اشاره شده است.